# Pernant
Pernant est une commune française située dans le département de l'Aisne, en région Hauts-de-France.

## Géographie
Pernant est située sur la rive gauche de l'Aisne à 7 km de Soissons, à 10 km de Vic-sur-Aisne et à 50 km de Laon, La commune occupe une cuvette en longueur formée par le ruisseau de Pernant, et se rétrécit au fur et à mesure. Si l'on avance dans le fond du village, en empruntant la route principale, on dépasse l'église, qui est alors masquée par une courbe, et l'on arrive ensuite à une rue permettant de monter au petit quartier de Poussemy et, niché sur sa colline, au donjon. Contournant le château, le chemin passe devant le château d'eau, vaste réservoir, point culminant de la commune.

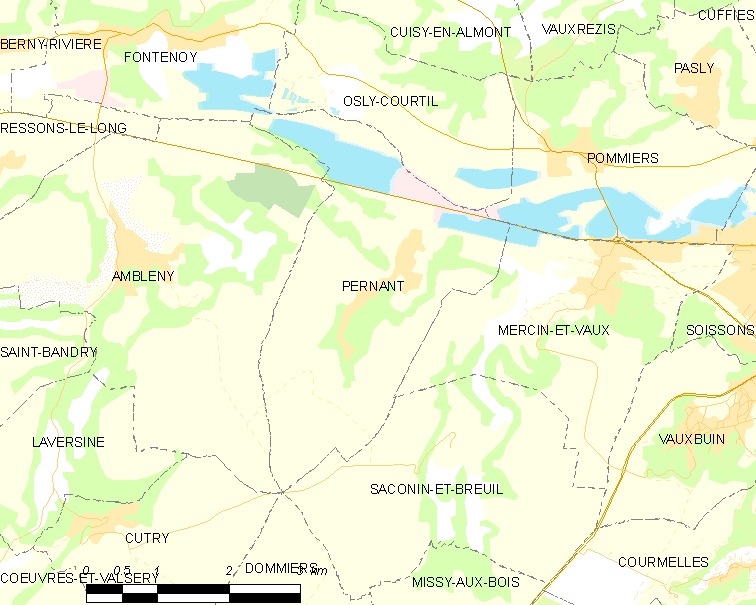
Carte de la commune.
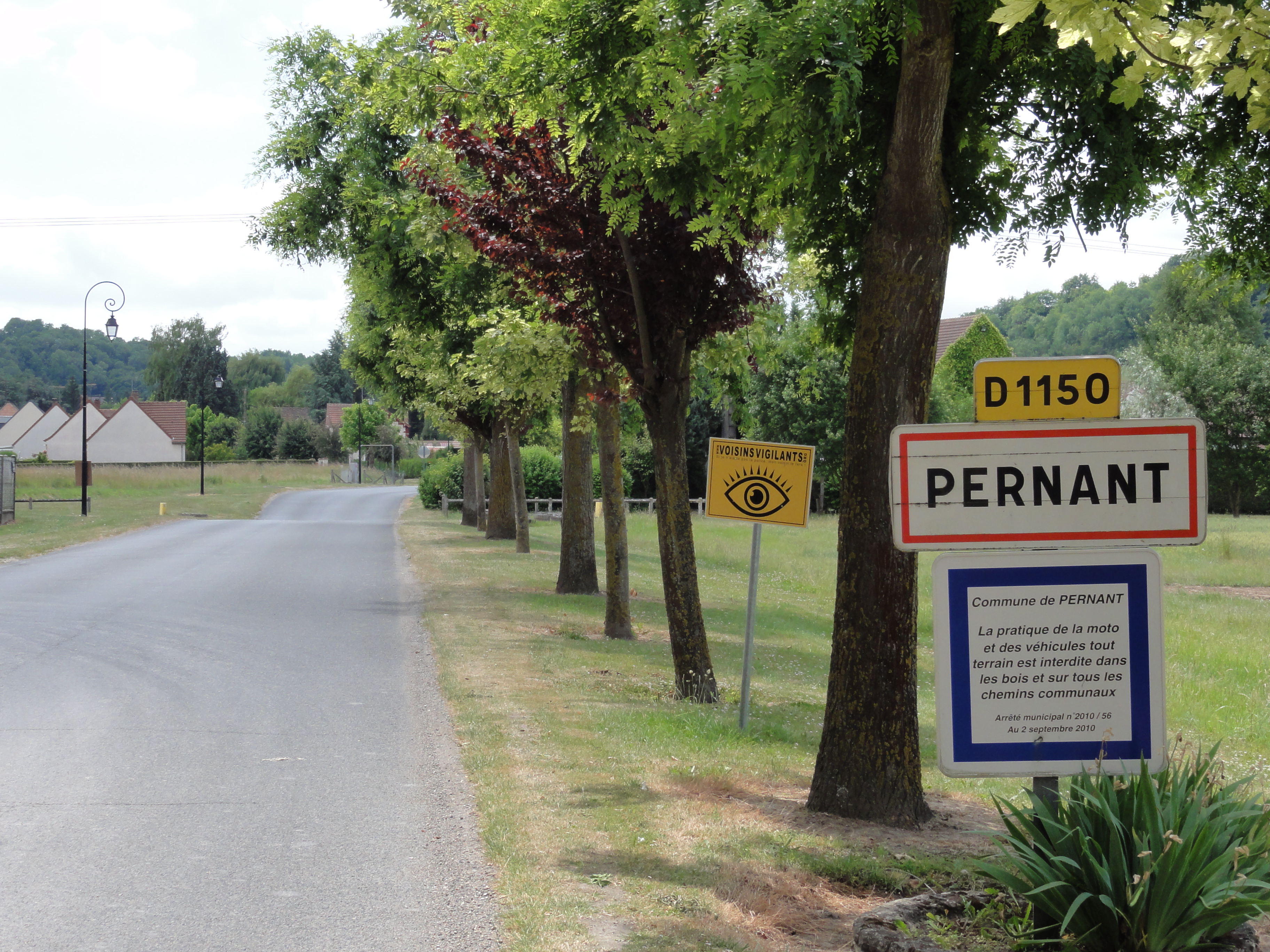
Entrée de Pernant.
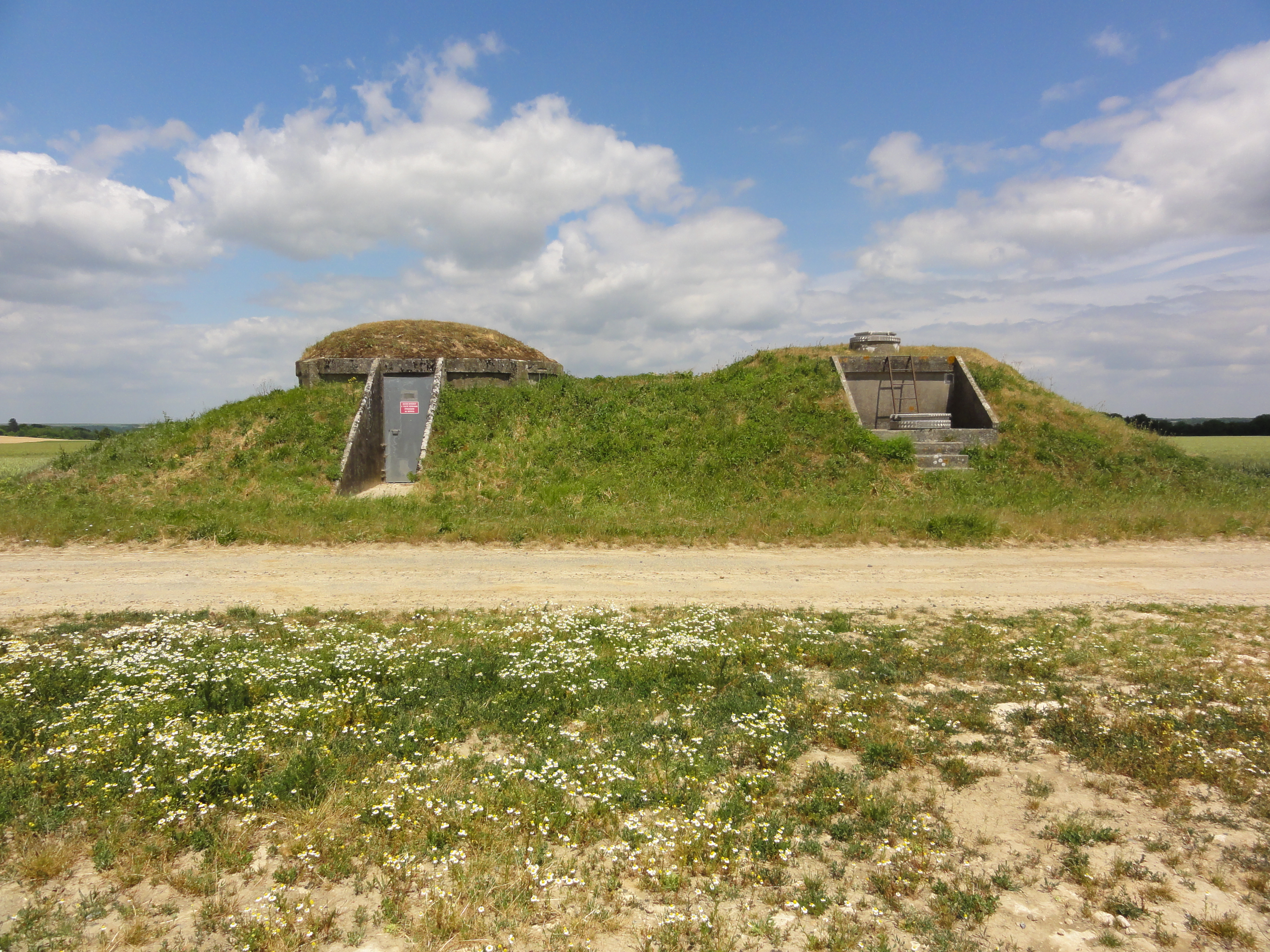
Le château-d'eau de Pernant.

| Fontenoy | Osly-Courtil      | Pommiers                         |
| Ambleny  | Pernant           | Mercin-et-Vaux                   |
| Ambleny  | Saconin-et-Breuil | Mercin-et-Vaux Saconin-et-Breuil |

### Hydrographie
La commune est située dans le bassin Seine-Normandie. Elle est drainée par l'Aisne, le cours d'eau 01 aux Vieux Prés et le ruisseau de Pernant,,.
L'Aisne est un  cours d'eau naturel navigable de 256 km de longueur, traversant les cinq départements Meuse, Marne, Ardennes, Aisne, Oise. Elle est un affluent de rive gauche de l'Oise, ce qui fait d'elle un sous-affluent de la Seine. Les caractéristiques hydrologiques de l'Aisne sont données par la station hydrologique située sur la commune de Soissons. Le débit moyen mensuel est de 59,8 m3/s. Le débit moyen journalier maximum est de 375 m3/s, atteint lors de la crue du 27 mars 2001. Le débit instantané maximal est quant à lui de 379 m3/s, atteint le même jour.

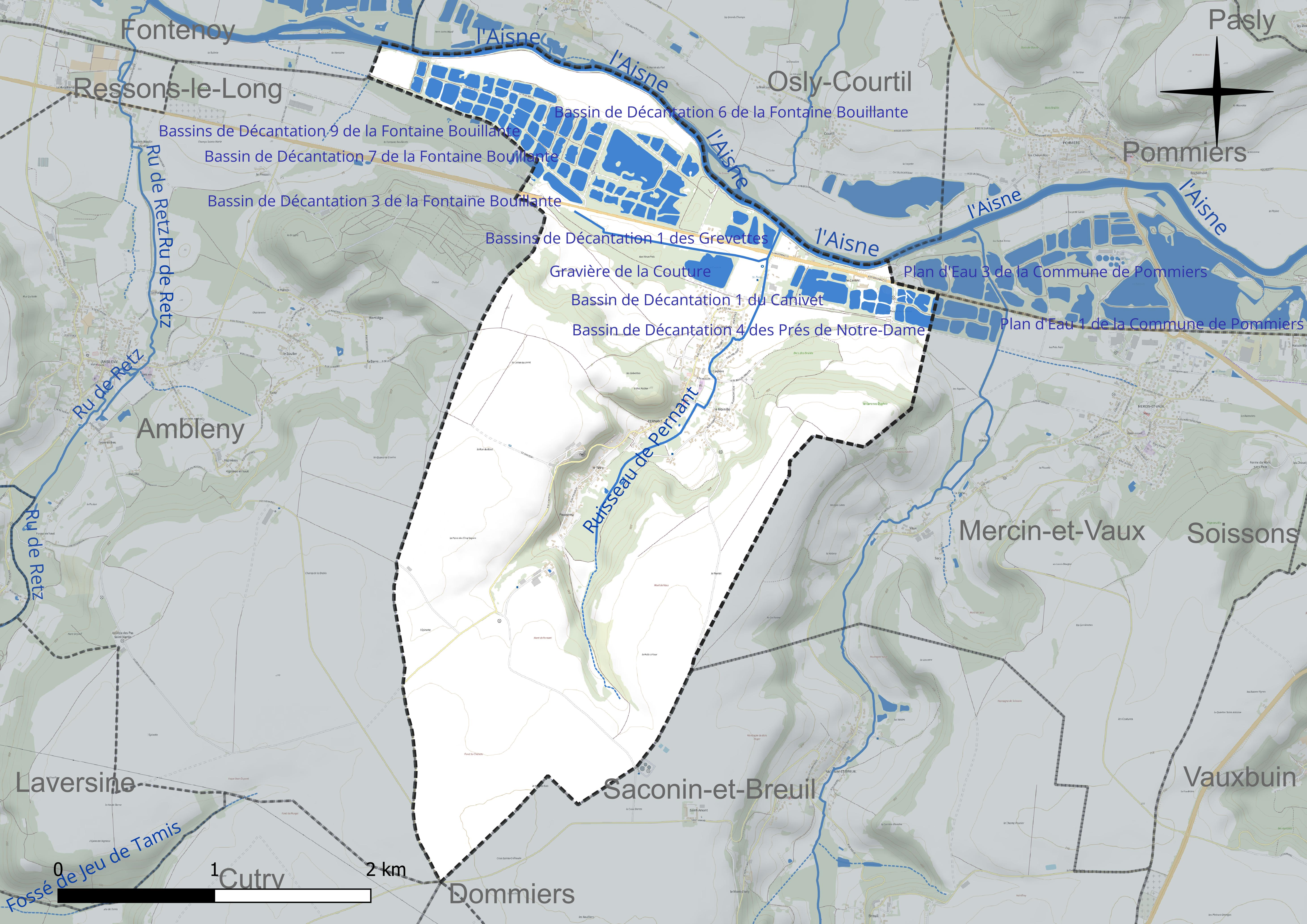
Réseau hydrographique de Pernant.

Divers plans d'eau complètent le réseau hydrographique : la gravière de la Couture (4,5 ha), le bassin de décantation 1 du Canivet (4,1 ha), le bassin de décantation 2 des Grevettes (0,8 ha), le bassin de décantation 2 du Canivet (0,9 ha), le bassin de décantation 3 de la fontaine Bouillante (1,7 ha), le bassin de décantation 4 de la fontaine Bouillante (1,4 ha), le bassin de décantation 4 des Prés de Notre-Dame, d'une superficie totale de 2,4 ha (1,5 ha sur la commune), le bassin de décantation 5 des Prés de Notre-Dame (0,6 ha), le bassin de décantation 6 de la fontaine Bouillante (1,3 ha), le bassin de décantation 7 de la fontaine Bouillante (1 ha), le bassin de décantation 7 des Prés de Notre-Dame, d'une superficie totale de 1,7 ha (1,2 ha sur la commune), le bassin de décantation 8 de la fontaine Bouillante, d'une superficie totale de 1 ha (0,6 ha sur la commune), le bassin de décantation 8 des Prés de Notre-Dame (2,2 ha), le bassin de décantation 9 des Prés de Notre-Dame (0,8 ha), les bassins de décantation 1 de la fontaine Bouillante (15,9 ha), les bassins de décantation 1 des Grevettes (2,5 ha), les bassins de décantation 2 de la fontaine Bouillante (1,8 ha), les bassins de décantation 5 de la fontaine Bouillante (19,7 ha) et les bassins de décantation 9 de la fontaine Bouillante (2,4 ha),.

### Climat
Pour des articles plus généraux, voir Climat des Hauts-de-France et Climat de l'Aisne.
En 2010, le climat de la commune est de type climat océanique dégradé des plaines du Centre et du Nord, selon une étude du CNRS s'appuyant sur une série de données couvrant la période 1971-2000. En 2020, Météo-France publie une typologie des climats de la France métropolitaine dans laquelle la commune est exposée à un climat océanique altéré et est dans la région climatique Nord-est du bassin Parisien, caractérisée par un ensoleillement médiocre, une pluviométrie moyenne régulièrement répartie au cours de l'année et un hiver froid (3 °C).
Pour la période 1971-2000, la température annuelle moyenne est de 10,6 °C, avec une amplitude thermique annuelle de 15,2 °C. Le cumul annuel moyen de précipitations est de 729 mm, avec 11,8 jours de précipitations en janvier et 8,6 jours en juillet. Pour la période 1991-2020, la température moyenne annuelle observée sur la station météorologique la plus proche, située sur la commune de Braine à 22 km à vol d'oiseau, est de 11,3 °C et le cumul annuel moyen de précipitations est de 662,7 mm,. Pour l'avenir, les paramètres climatiques de la commune estimés pour 2050 selon différents scénarios d'émission de gaz à effet de serre sont consultables sur un site dédié publié par Météo-France en novembre 2022.

## Urbanisme

### Typologie
Au 1er janvier 2024, Pernant est catégorisée commune rurale à habitat dispersé, selon la nouvelle grille communale de densité à 7 niveaux définie par l'Insee en 2022.
Elle est située hors unité urbaine. Par ailleurs la commune fait partie de l'aire d'attraction de Soissons, dont elle est une commune de la couronne,. Cette aire, qui regroupe 92 communes, est catégorisée dans les aires de 50 000 à moins de 200 000 habitants,.

### Occupation des sols
L'occupation des sols de la commune, telle qu'elle ressort de la base de données européenne d'occupation biophysique des sols Corine Land Cover (CLC), est marquée par l'importance des territoires agricoles (67,6 % en 2018), une proportion sensiblement équivalente à celle de 1990 (68,2 %). La répartition détaillée en 2018 est la suivante : 
terres arables (67,4 %), forêts (13,7 %), eaux continentales (10,5 %), zones urbanisées (4,7 %), zones industrielles ou commerciales et réseaux de communication (3,6 %), prairies (0,2 %).
L'évolution de l'occupation des sols de la commune et de ses infrastructures peut être observée sur les différentes représentations cartographiques du territoire : la carte de Cassini (XVIIIe siècle), la carte d'état-major (1820-1866) et les cartes ou photos aériennes de l'IGN pour la période actuelle (1950 à aujourd'hui).

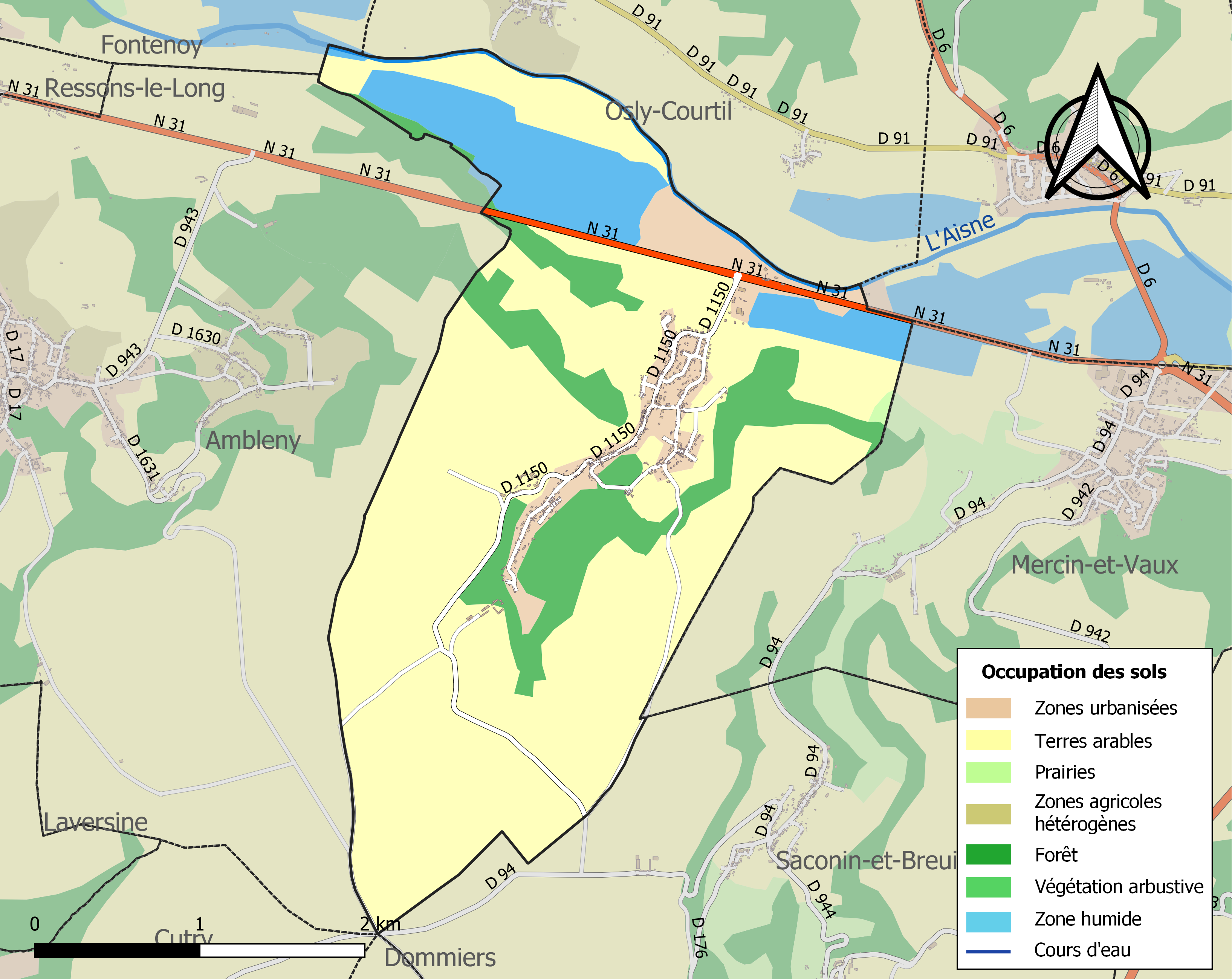
Carte de l'occupation des sols de la commune en 2018 (CLC).

## Toponymie
Selon Auguste Matton, Pernant serait mentionné en 898 sous la forme latine Parnacus, puis on trouve la graphie Parnant dès 1063 ; des variantes seraient Sparnant (1143) et Pernan (1589).
Le premier élément est à rapprocher, vraisemblablement, d'un thème oronymique pré-celtique *pa-ar désignant une prairie.

## Histoire
L'occupation du site est très ancienne et est attestée par la découverte de plusieurs sites préhistoriques, notamment au lieu-dit les Grevettes en 1961 d'une nécropole datant de la «Tène Ia» (Second âge du fer). Une tombe à char y a été étudiée,.
Dès le IXe siècle, Pernant appartenait à l'abbaye Saint-Crépin-le-Grand de Soissons et lui fut confirmé en 893 par Charles le Simple avec l'autel et le moulin.
En 1176 une charte traite d'un accord entre Guy, vicomte de Pernant, et l'abbaye Saint-Crépin-le-Grand. Ce chevalier Guy de Parnant est le premier seigneur connu du village. Il est le frère d'Ebalus (Ebale), seigneur de Berzy. En 1182, une charte de Nivelon, évêque de Soissons, fait mention de Giletus de Pernant.
En 1255, le roi Saint Louis affranchit tous ses « hommes de corps » habitant Pernant, à la condition qu'ils ne pourraient se mettre, par mariage ou autrement, sous la domination d'un autre seigneur que lui sans retomber aussitôt en servitude, et de lui payer chacun la somme annuelle de 12 deniers parisis.

## Politique et administration

### Découpage territorial
La commune de Pernant est membre de la communauté de communes Retz-en-Valois, un établissement public de coopération intercommunale (EPCI) à fiscalité propre créé le 1er janvier 2017 dont le siège est à Villers-Cotterêts. Ce dernier est par ailleurs membre d'autres groupements intercommunaux.
Sur le plan administratif, elle est rattachée à l'arrondissement de Soissons, au département de l'Aisne et à la région Hauts-de-France. Sur le plan électoral, elle dépend du  canton de Vic-sur-Aisne pour l'élection des conseillers départementaux, depuis le redécoupage cantonal de 2014 entré en vigueur en 2015, et de la quatrième circonscription de l'Aisne  pour les élections législatives, depuis le dernier découpage électoral de 2010.

### Administration municipale
| Période                                  | Période                       | Identité          | Étiquette | Qualité                                   |
| ---------------------------------------- | ----------------------------- | ----------------- | --------- | ----------------------------------------- |
| Les données manquantes sont à compléter. |                               |                   |           |                                           |
| mars 1983                                | mars 1989                     | André Lempereur   |           |                                           |
| mars 1989                                | mars 2001                     | Patrick Pichelin  |           |                                           |
| mars 2001                                | mars 2005                     | Jean Lahaye       |           |                                           |
| mars 2005                                | mars 2008                     | Geneviève Prevot  |           |                                           |
| mars 2008                                | avril 2014                    | Didier Fell       |           |                                           |
| avril 2014                               | En cours (au 13 juillet 2020) | Christophe Padieu | SE        | Commerçant Réélu pour le mandat 2020-2026 |

## Démographie
L'évolution du nombre d'habitants est connue à travers les recensements de la population effectués dans la commune depuis 1793. Pour les communes de moins de 10 000 habitants, une enquête de recensement portant sur toute la population est réalisée tous les cinq ans, les populations de référence des années intermédiaires étant quant à elles estimées par interpolation ou extrapolation. Pour la commune, le premier recensement exhaustif entrant dans le cadre du nouveau dispositif a été réalisé en 2005.

En 2022, la commune comptait 683 habitants, en évolution de +3,33 % par rapport à 2016 (Aisne : −1,97 %, France hors Mayotte : +2,11 %).
| 1793 | 1800 | 1806 | 1821 | 1831 | 1836 | 1841 | 1846 | 1851 |
| ---- | ---- | ---- | ---- | ---- | ---- | ---- | ---- | ---- |
| 451  | 380  | 397  | 386  | 415  | 427  | 408  | 424  | 397  |

| 1856 | 1861 | 1866 | 1872 | 1876 | 1881 | 1886 | 1891 | 1896 |
| ---- | ---- | ---- | ---- | ---- | ---- | ---- | ---- | ---- |
| 407  | 382  | 370  | 365  | 359  | 326  | 341  | 356  | 336  |

| 1901 | 1906 | 1911 | 1921 | 1926 | 1931 | 1936 | 1946 | 1954 |
| ---- | ---- | ---- | ---- | ---- | ---- | ---- | ---- | ---- |
| 356  | 414  | 342  | 361  | 423  | 427  | 446  | 381  | 388  |

| 1962 | 1968 | 1975 | 1982 | 1990 | 1999 | 2005 | 2006 | 2010 |
| ---- | ---- | ---- | ---- | ---- | ---- | ---- | ---- | ---- |
| 398  | 345  | 446  | 529  | 621  | 646  | 684  | 691  | 708  |

| 2015 | 2020 | 2022 | - | - | - | - | - | - |
| ---- | ---- | ---- | - | - | - | - | - | - |
| 666  | 679  | 683  | - | - | - | - | - | - |

### Vie associative culturelle et sportive
La commune compte plusieurs associations culturelles et sportives : le comité des fêtes, le club des anciens, l'association pour la sauvegarde du château de Pernant et du patrimoine local, l'association de promotion des chemins verts, l'association de pêche du plan d'eau de Pernant, l'association des chasseurs, l'association gym et loisirs et le club de foot A.S. Pernant. les habitants participent également à des associations culturelles et sportives intercommunales.

## Lieux et monuments

### Église Saint-Léger

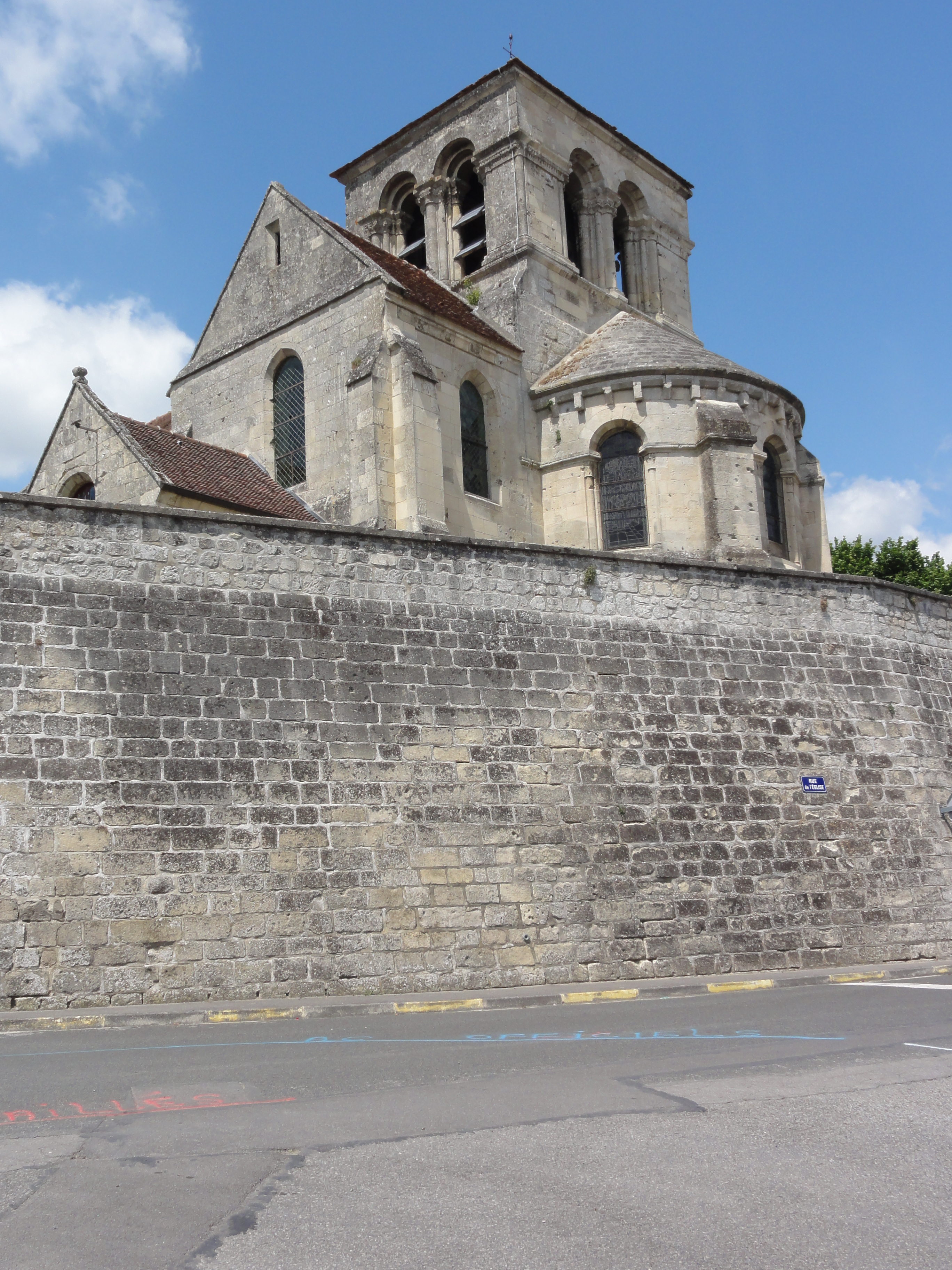
L'église Saint-Léger.

Du XIIe siècle, l'église de Pernant est un édifice d'aspect extérieur assez sobre (aucune statuaire) bâti sur une colline dominant le village, et est accessible par une rampe de pierre. Le bâtiment en croix latine est composé d'une nef avec deux bas-côtés, et d'un transept dont la partie sud est prolongée par une petite salle réservée à l'abbé. La croisée du transept est surmontée par une basse mais imposante tour-clocher. À l'est, au-delà du transept, le chœur peut faire penser, de par ses petites dimensions relatives, à un cul-de-four. La façade orientée vers l'ouest est percée d'une lourde porte en bois ne servant qu'aux grandes cérémonies. L'entrée se fait par une petite porte sur le côté sud,.
La municipalité de la commune a, par arrêté du maire, décrété la mise en place d'un sonneur de cloches communal dans le but de la préservation de la sonnerie manuelle et des éléments du clocher. Ainsi, Thomas Martin, villageois, s'est fait pourvoir à cette fonction[Quand ?].

### Croix du cimetière
La croix du cimetière date du XIVe siècle. Elle se trouve sur l'ancien cimetière, dans l'enceinte de l'église. 

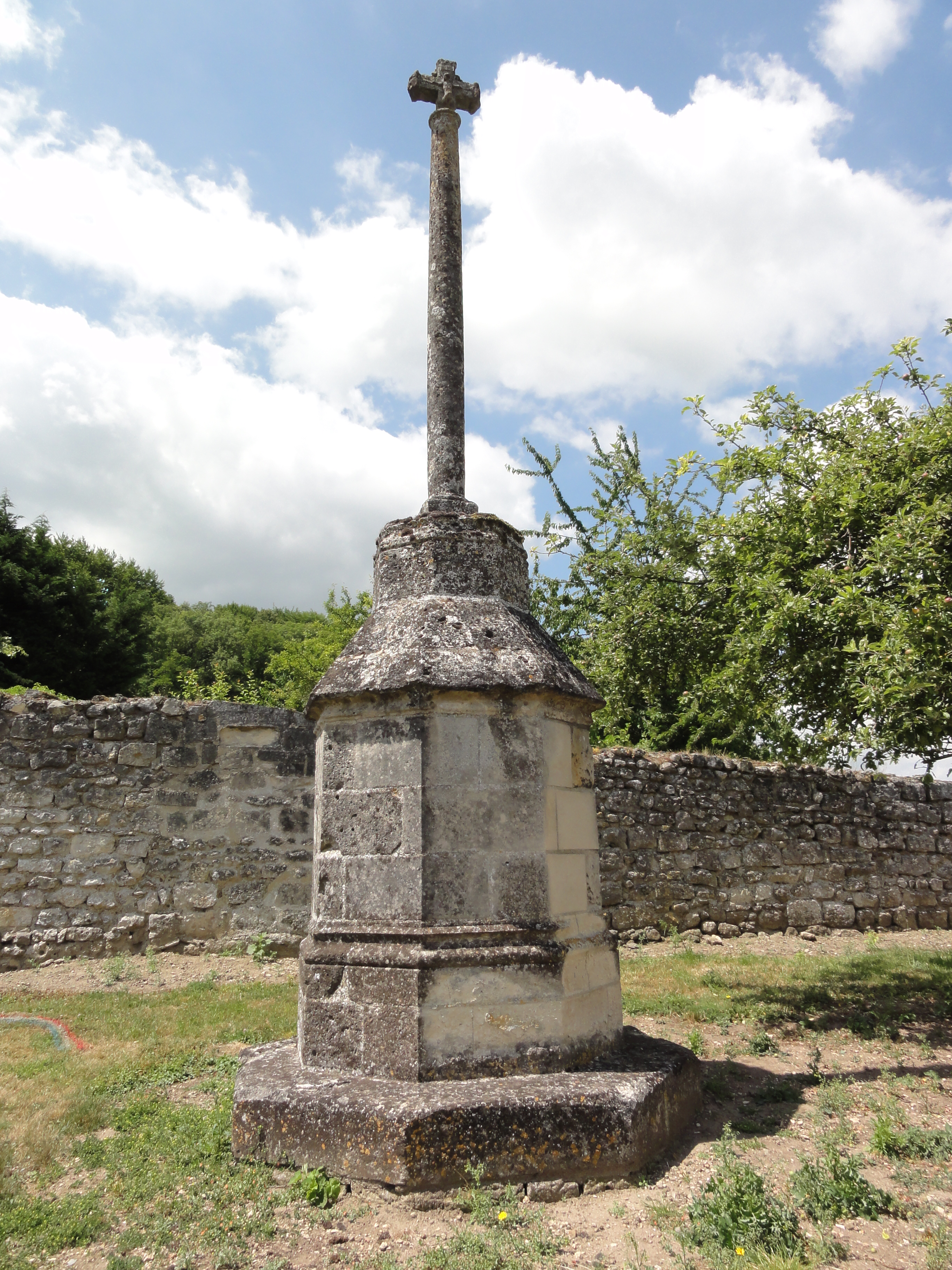
La croix du cimetière.

### Château fort, avec son fossé et ses carrières souterraines
Donjon et reste d'un château royal des XIIIe et XVIe siècles. Souvent appelé à tort « le Donjon de Pernant » dans le pays, le château fut construit au XIVe siècle, surélevé au XVe, profondément modifié au XVIe avec notamment la construction d'une aile attenante à l'ouest et de sa terrasse à l'est, pour devenir un château d'agrément dépossédé de ses attributs militaires initiaux : des murs d'enceinte et des nombreuses tours, il ne reste que le rempart entre la cour d'honneur et la terrasse.
L'essor de l'importante exploitation agricole qui l'entoure lui fait perdre insensiblement son statut de résidence nobiliaire à partir du XVIIIe siècle et au XIXe, il est le centre d'une intense vie agricole, pour laquelle de nombreuses constructions plus ou moins heureuses se sont accolées à la bâtisse initiale. Mais le château est demeuré intact jusqu'au XXe siècle, peu touché par les premiers épisodes de la Grande guerre : en 1914, il est encore intact et habité.

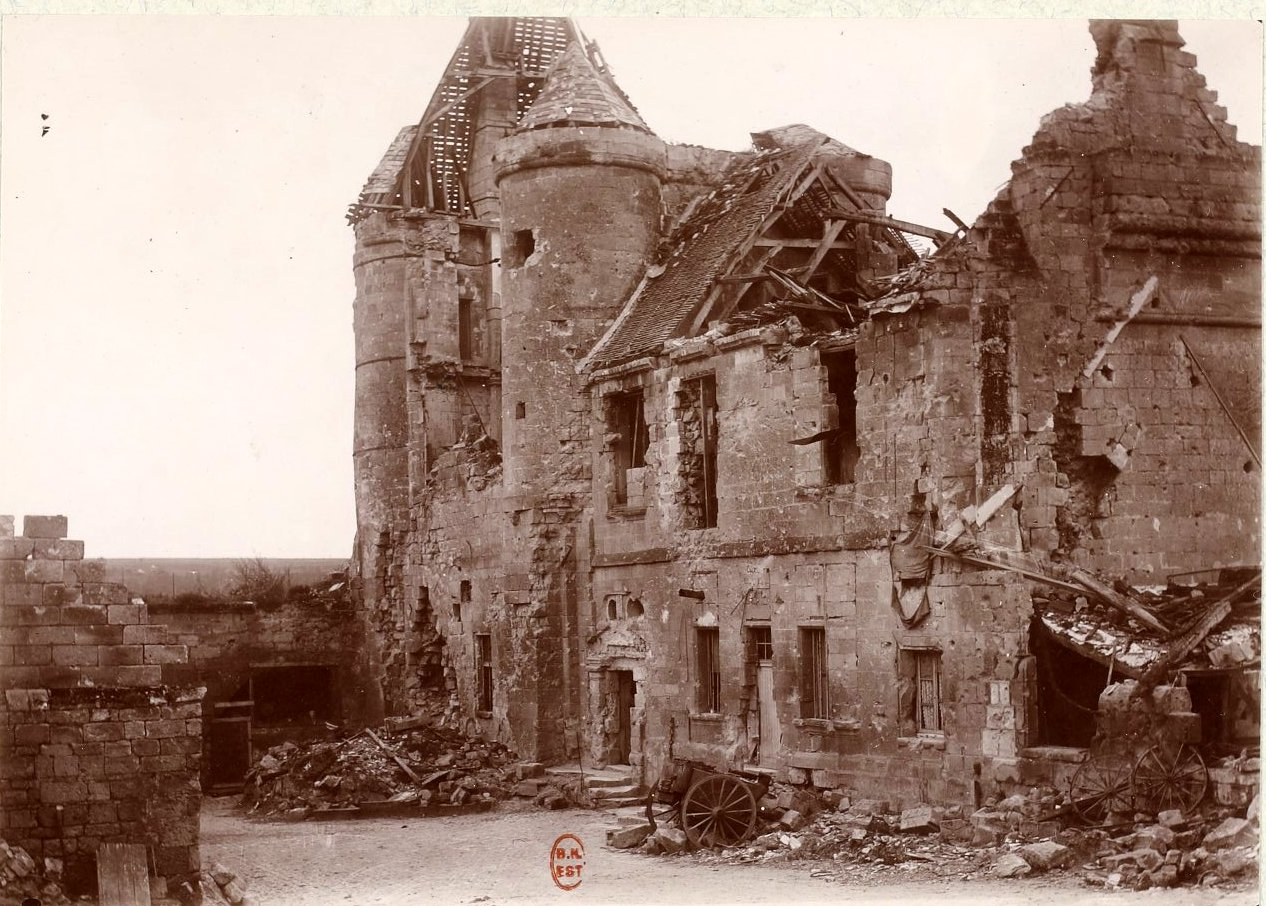
État des destructions après les bombardements de juillet 1918.

Le 30 juillet 1918, il est bombardé cinq heures durant comme le reste de la vallée, et largement ruiné. Si les vestiges de la forteresse médiévale sont encore bien visibles,, et paradoxalement en assez bon état général (seule la façade est, les toitures et les planchers ont été soufflés par l'explosion des obus ayant percé la construction) le logis Renaissance, très endommagé, fut finalement rasé dans les années 1930.
Les propriétaires ont en effet délaissé cette construction unique, utilisant notamment les dommages de guerre pour construire en 1920 un manoir en pierre de taille. Le Patrimoine a donc inscrit le monument à l'ISMH en 1927 pour éviter sa destruction mais celui-ci est resté à l'abandon pendant près d'un siècle, les intempéries faisant leur œuvre au point que le château commença à menacer de s'effondrer à la fin des années 1980.
Peu porté sur l'histoire et de toute façon incapable de mobiliser les fonds nécessaires pour le restaurer malgré la pression de la commune et des riverains, le propriétaire dépose au début des années 1990 un permis de démolir qui fit grand bruit dans le Soissonnais, suscitant la naissance d'une association villageoise de sauvegarde, qui grâce à la Société archéologique historique et scientifique de Soissons obtint le classement d'office du monument en 2007.
La mésaventure se termina fin 2011 par la vente du château à un avocat vénézuélien, aventurier talentueux, francophile et amateur d'histoire, qui entreprit la première campagne de consolidation du bâtiment avec le concours de la DRAC Picardie. C'est lui qui ouvrit le château à la visite pour la première fois en 2012, et qui célébra le septième centenaire de sa construction en 2013, avant de le mettre en vente à son tour en 2014.
Un nouveau propriétaire arrivé fin 2015, tentera de mener de front le triple projet de restaurer le château à partir de juillet 2018 et d'y ouvrir des chambres d'hôtes, d'aménager les granges pour y ouvrir des gîtes ruraux, enfin d'organiser sur ce site exceptionnel des animations musicales et culturelles.

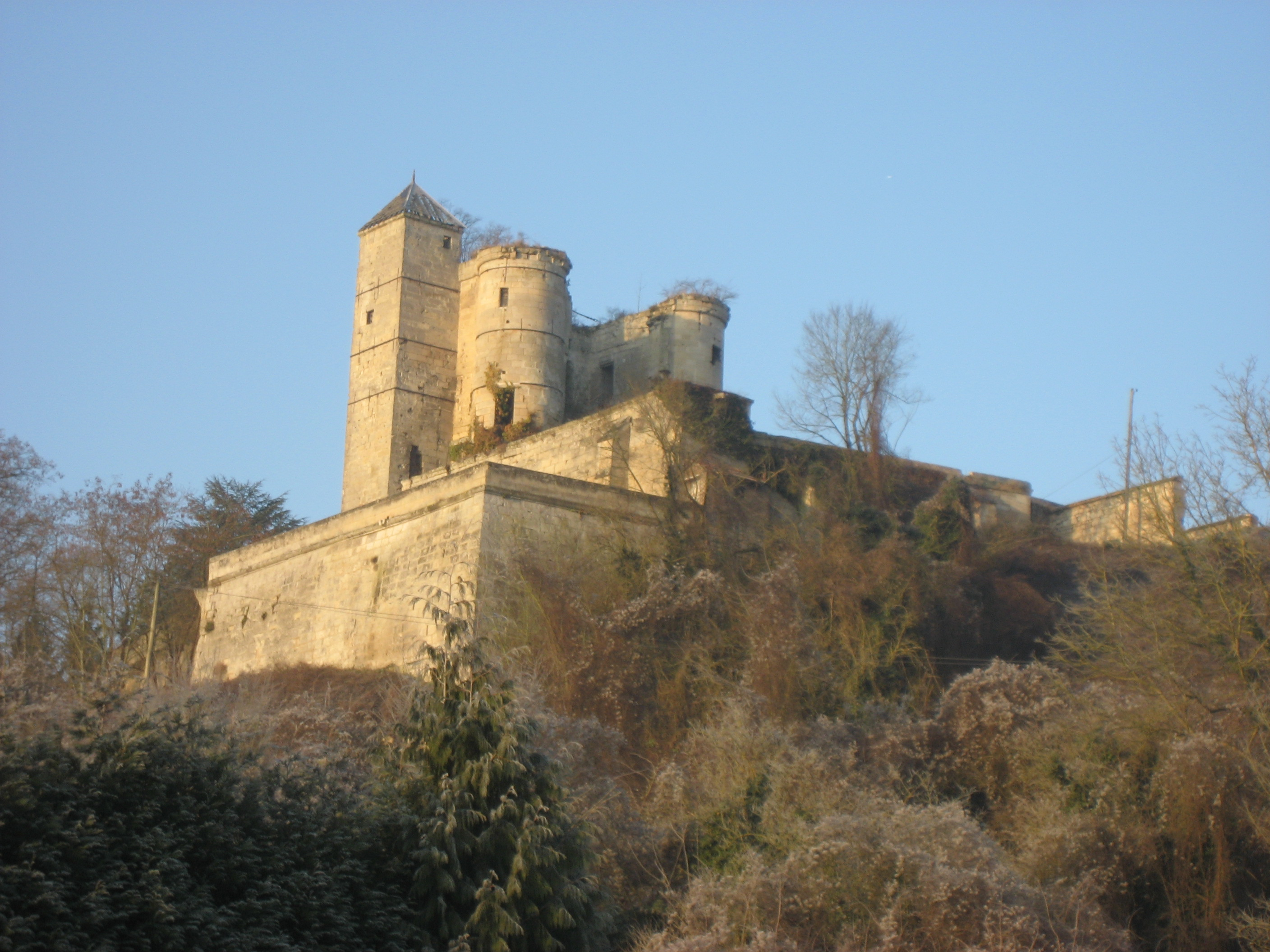
Le château et sa terrasse vus du village.

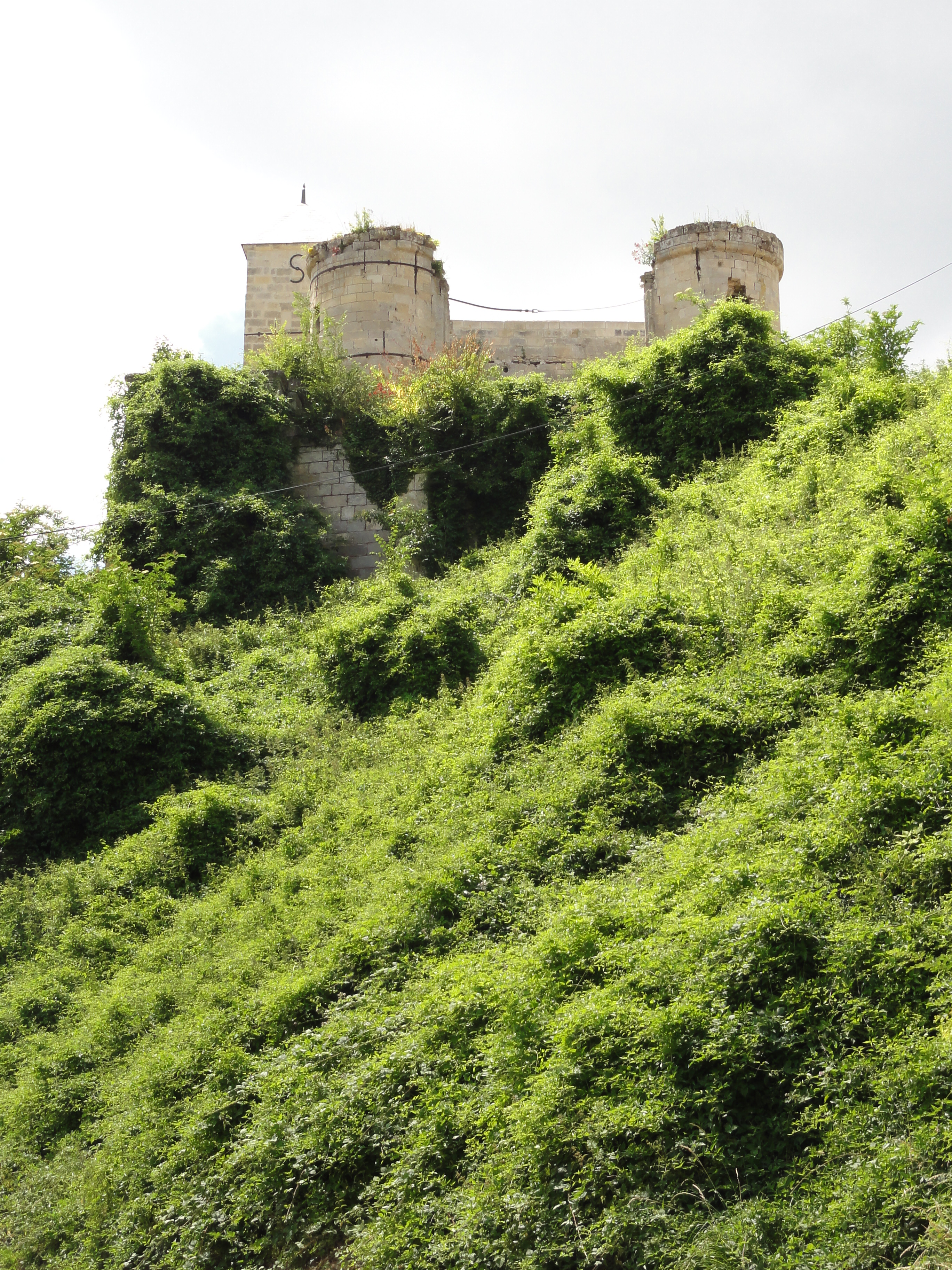
Le château sur son éperon vu de la route des Monts de Pernant.
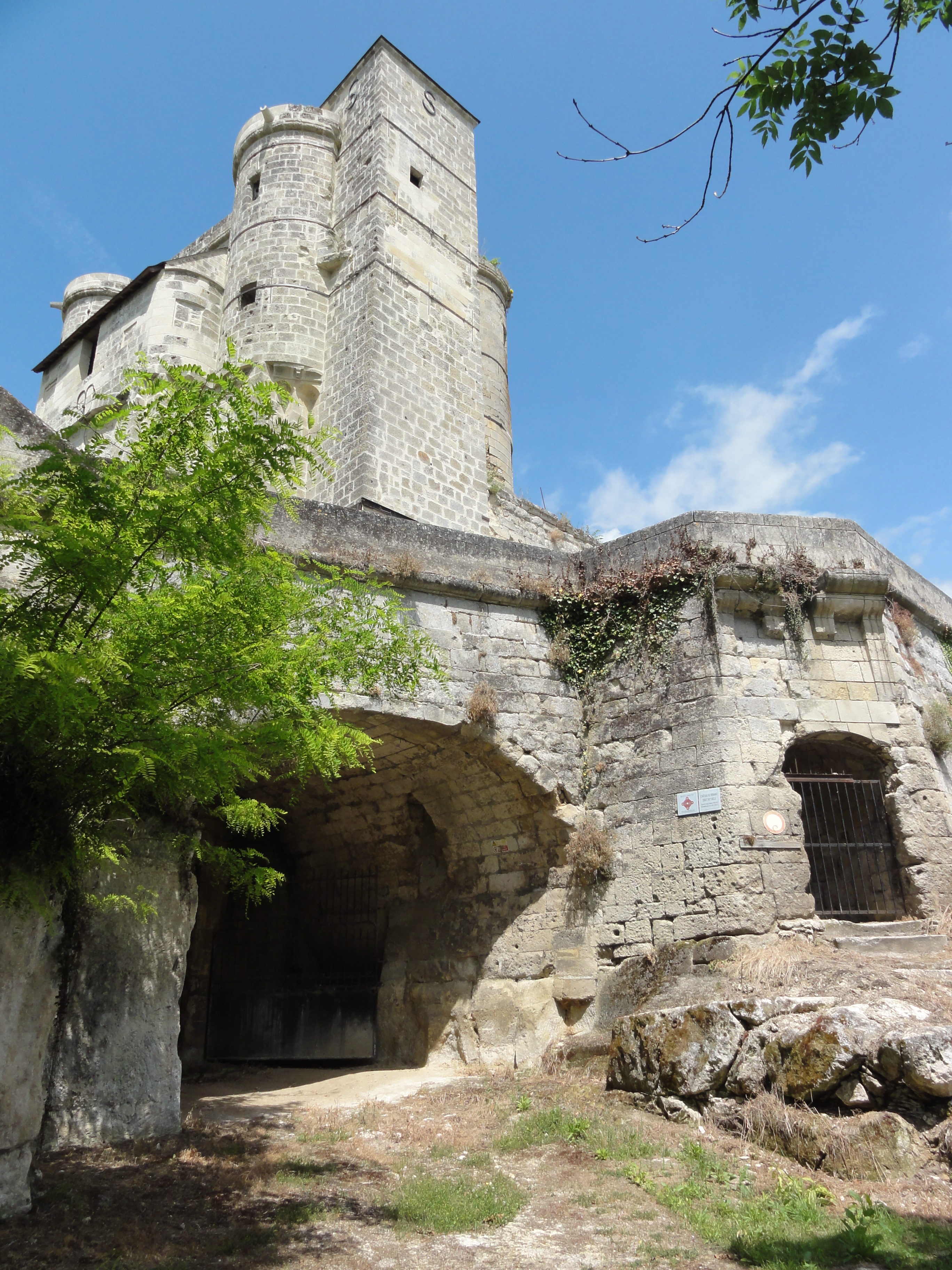
Entrée des carrières sous le château.

### Autres monuments
- Monument aux morts, en forme de parallélépipède de pierre surmonté de la statue d'un soldat semi-allongé et agonisant[49].
- La borne d'arrêt de l'ennemi.

Depuis le milieu du mois de décembre 2008, une borne a pris place dans l'enclos du monument aux morts, près de l'église. Celle-ci fut placée par le Touring Club de France au lieu même où, pendant la Première Guerre mondiale, l'armée et les Pernantais ont arrêté l'armée allemande. Lors de l'Occupation, la borne ayant déplu aux nazis fut dynamitée. Ses restes ont été retrouvés et assemblés, puis placés auprès du monument aux morts sous la garde de la Fondation patrimoine.
- Une tombe de guerre et un mémorial de guerre dans l'ancien cimetière (enceinte de l'église).

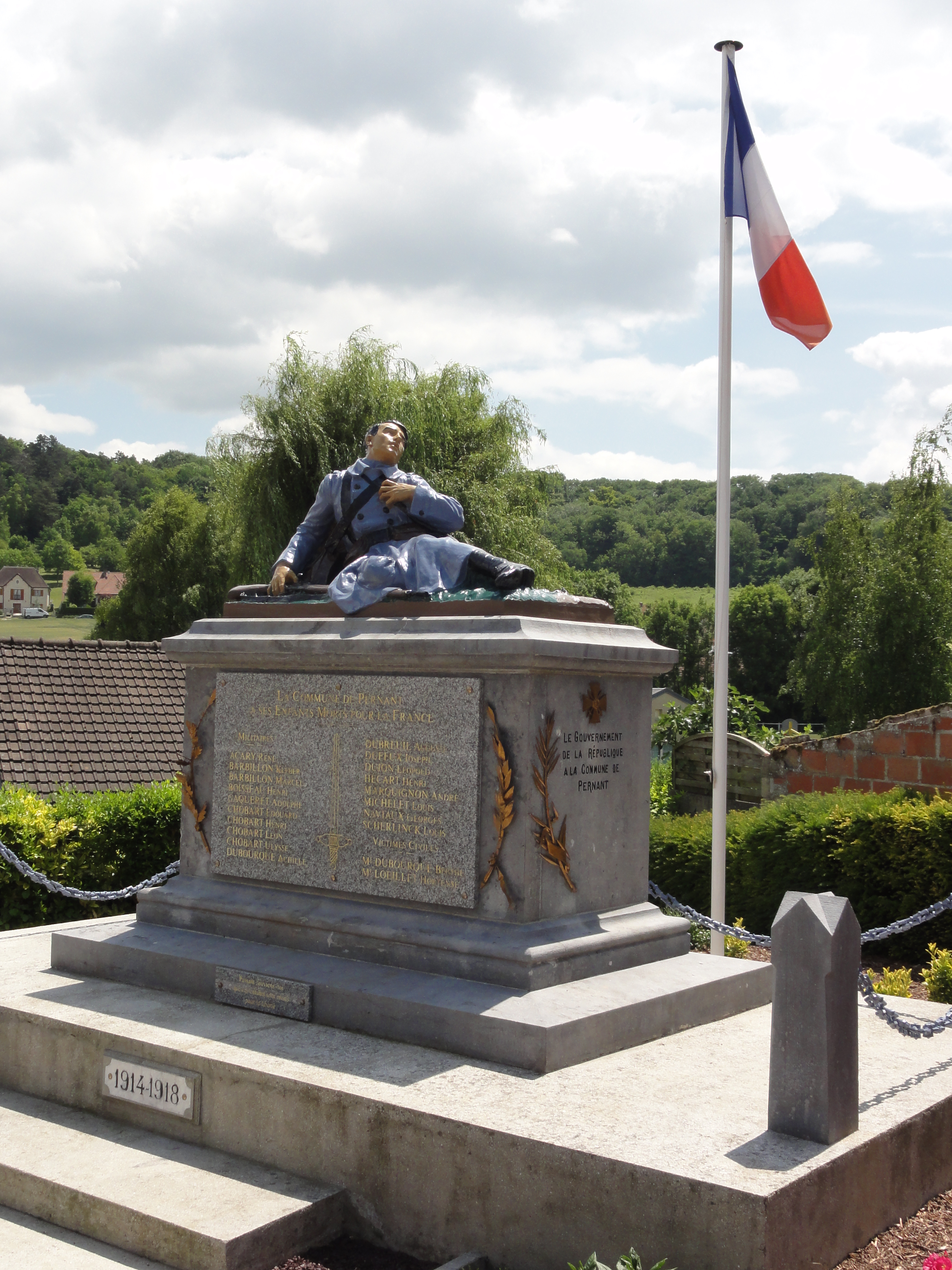
Monument aux morts.
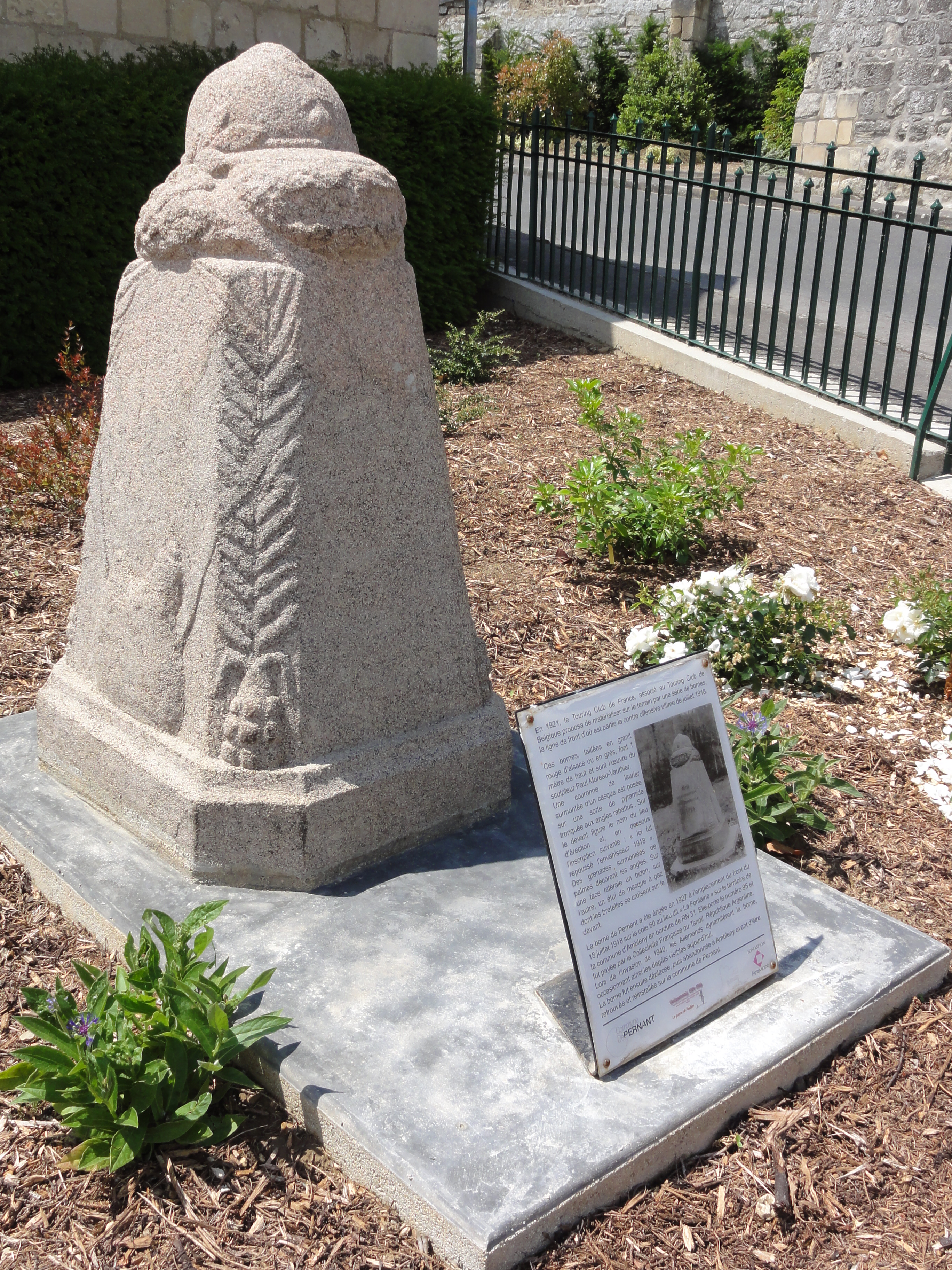
La borne TCF de la ligne de front.
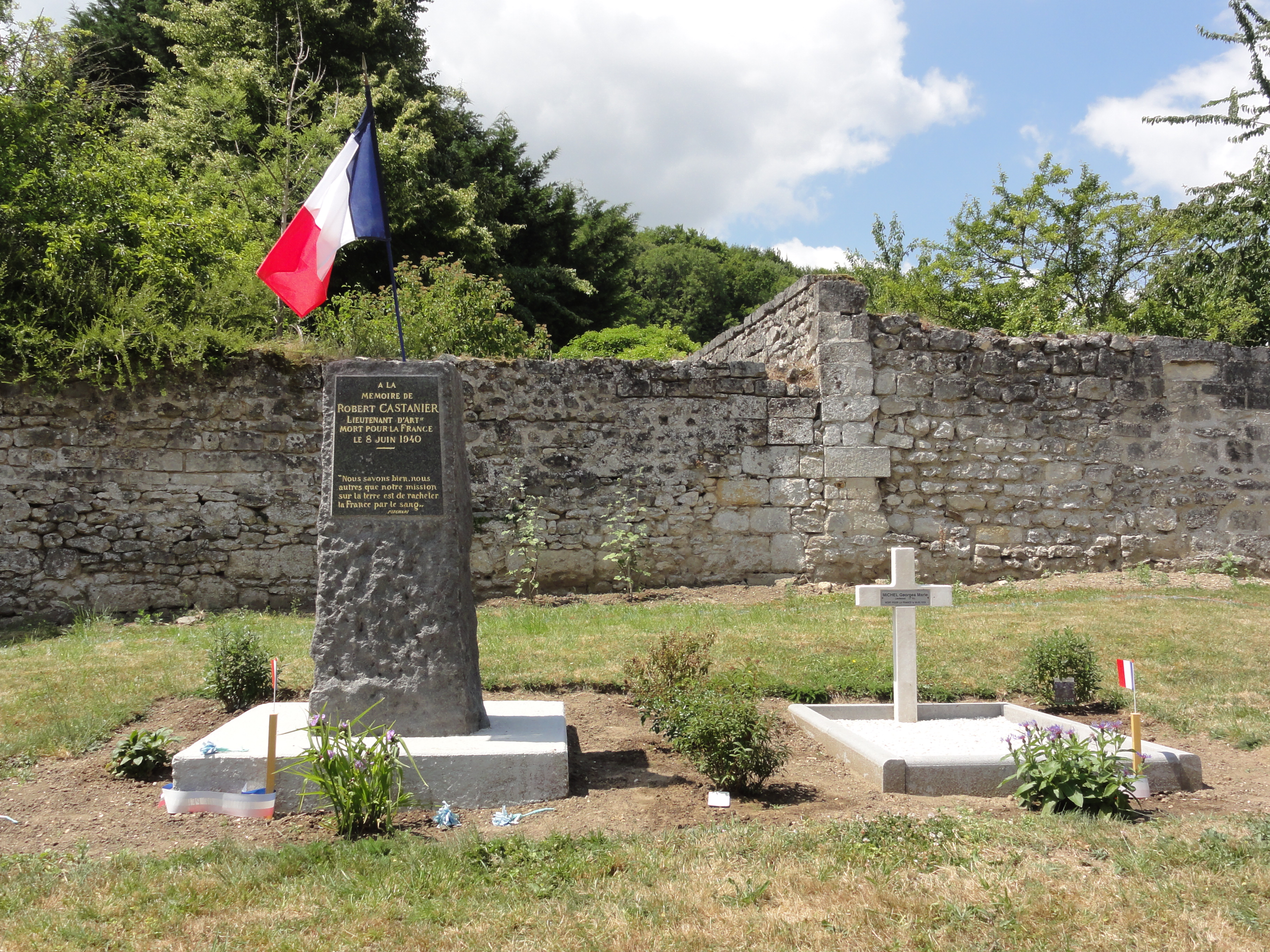
Tombe et mémorial de guerre dans l'ancien cimetière.